# Governatorato di al-Hasaka
Il governatorato di al-Hasaka (in arabo محافظة الحسكة‎?, Muḥāfaẓat al-Ḥasaka) è uno dei quattordici governatorati della Siria, è situata nell'angolo nord-orientale del paese, con una popolazione stimata di circa 1 200 000 abitanti. Il capoluogo è la città di al-Hasaka.
L'intera regione è un tavolato desertico ad un centinaio di metri dal livello del mare. Si trova nell'entroterra, al confine con l'Iraq, infatti il dialetto della zona è l'iracheno. L'area in cui è situata si chiama "Jazīra", ("isola"), da non confondere con la Penisola Arabica, "al-Jazīra al-ʿArabiyya", dal momento che in arabo il termine può significare sia "penisola", sia "isola".
Nella zona si produce principalmente il grano, anche se il prosciugamento del fiume Khabur ha reso necessaria un'intensa opera di canalizzazione. Essendo il grano di ottima qualità lo Stato obbliga a venderglielo interamente, e lo "baratta" con una quantità doppia di grano di qualità inferiore.

## Popolazione

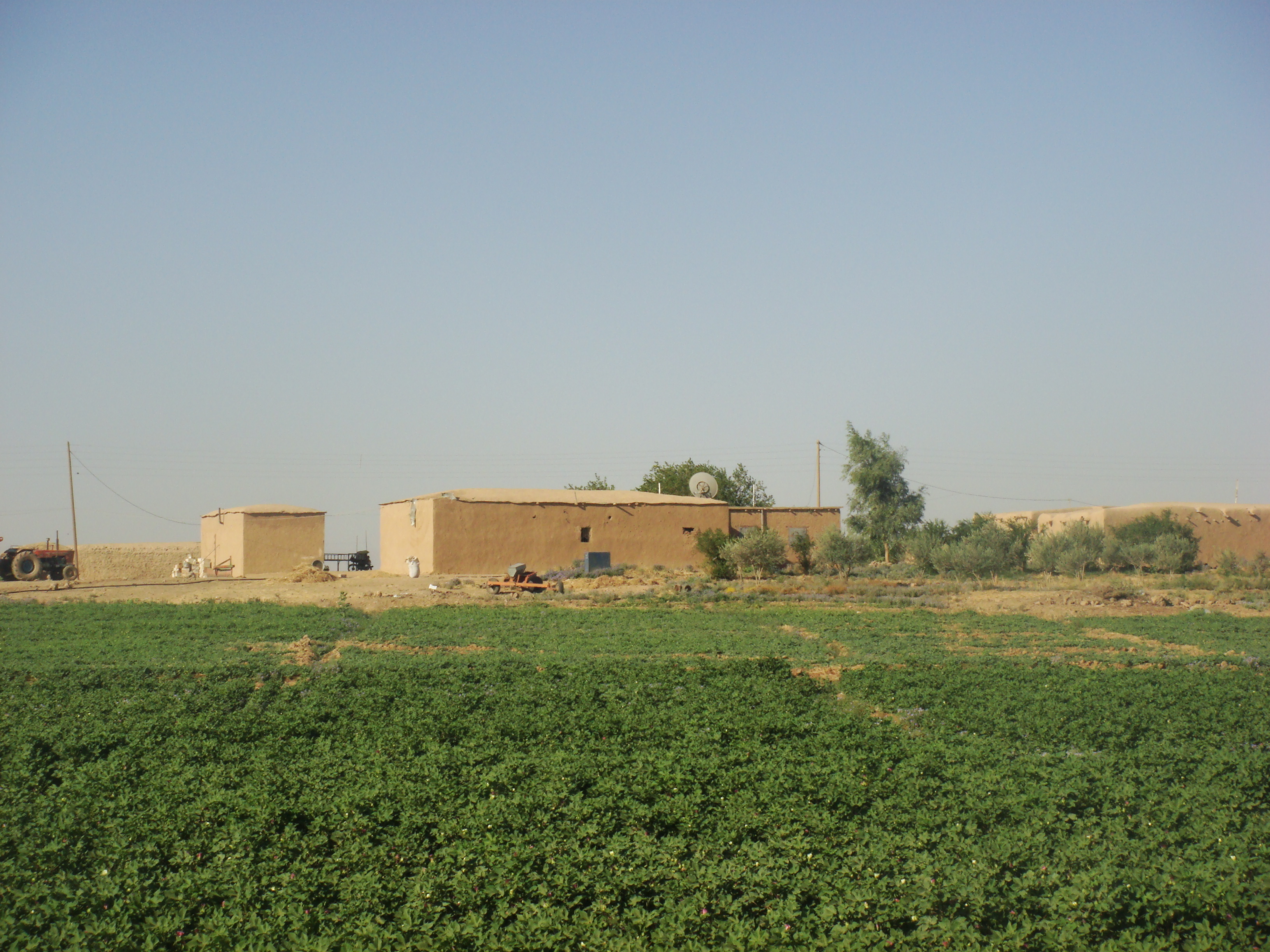
Un villaggio del governatorato di al-Hasaka.

Il governatorato ospita al-Qamishli, città a maggioranza curda, che ha il doppio degli abitanti del capoluogo. La città è stata divisa in due all'indomani del Primo conflitto mondiale: la Turchia ha occupato una striscia del nord della Siria e la maggior parte dei cittadini è rimasta in Turchia (nella città di Nusaybin) mentre un'altra parte si è spostata a sud della frontiera, per cui la città ha perso importanza.
| Villaggi arabi             | 1161 |
| Villaggi curdi             | 453  |
| Villaggi assiri            | 98   |
| Villaggi misti arabo-curdi | 48   |
| Villaggi misti             | 3    |
| Villaggi misti             | 2    |
| Totale                     | 1717 |

## Economia
Benché recentemente sia stata sviluppata l'industria, l'economia si basa sull'agricoltura; la zona avrebbe delle potenzialità agricole superiori alla produzione attuale, però tali potenzialità non vengono incentivate dal governo perché la zona è poco controllata (alla frontiera turca viene richiesta solo la carta d'identità e le leggi tribali prevalgono su quelle del governo).

## Archeologia
Nella regione si trova un importante scavo archeologico, situato a Tell Halaf.

## Geografia fisica

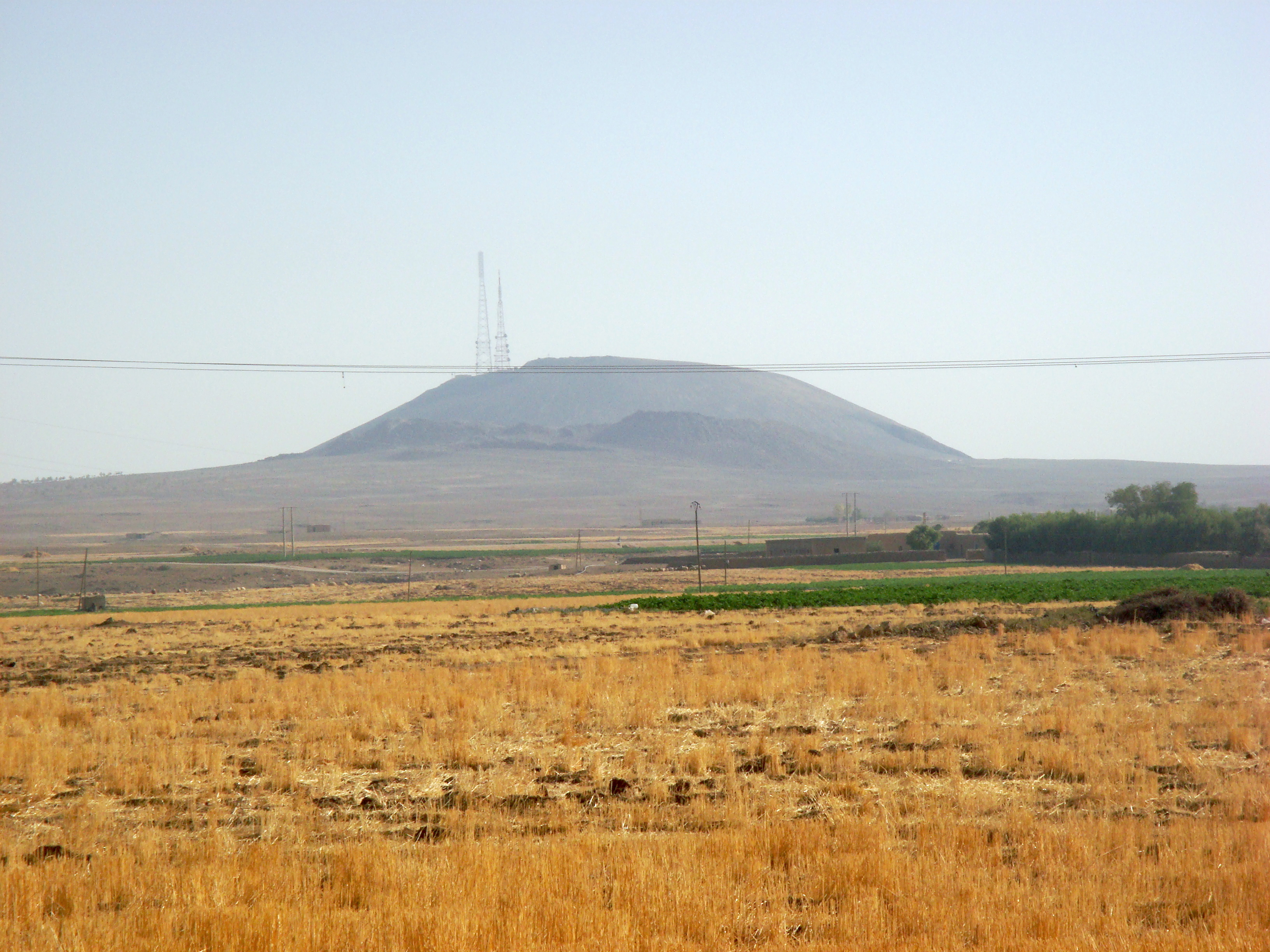
Il monte Kokab

Il fiume principale era il Khabur, fiume storico attualmente prosciugato a causa dello sfruttamento delle fonti in Turchia, attualmente l'importante afflusso d'acqua è stato sostituito da un'opera di canalizzazione.